# Tim Smit

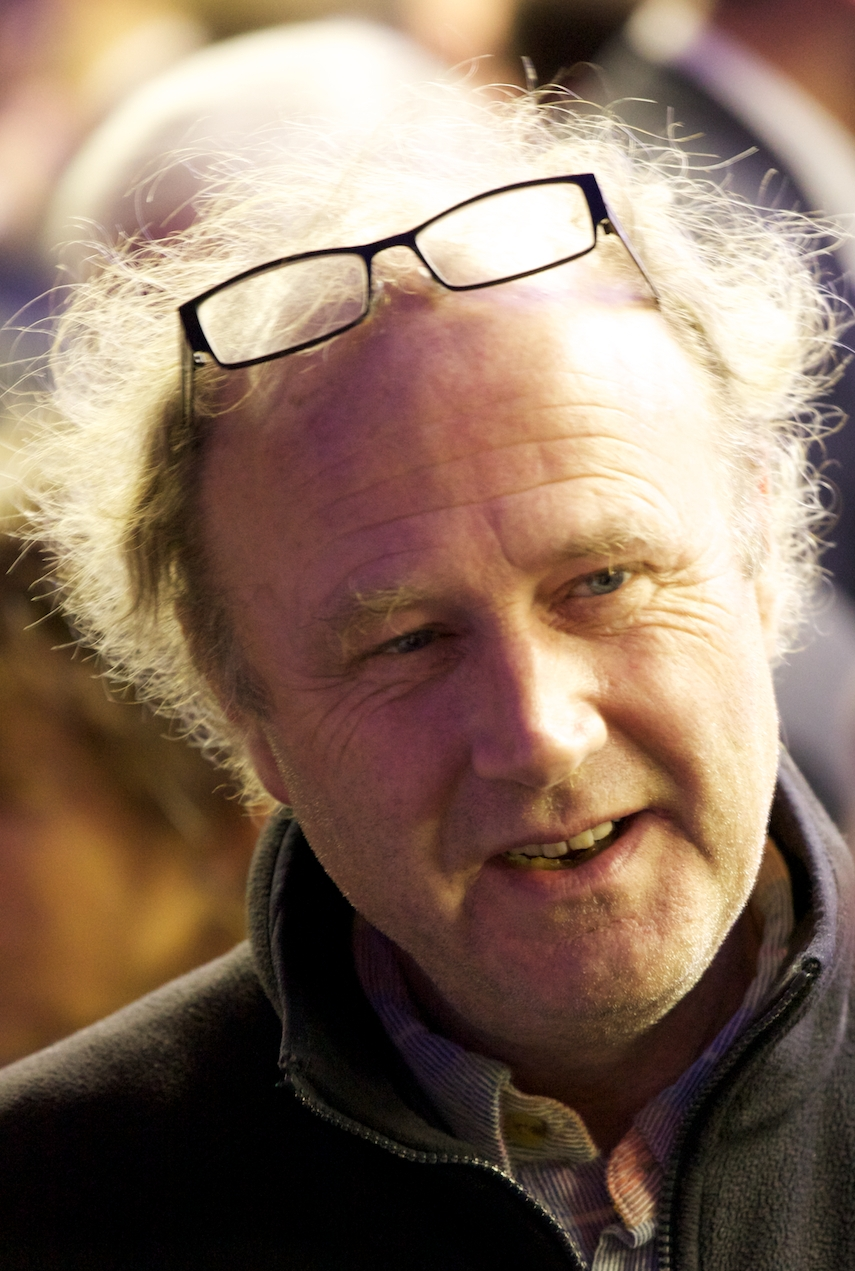
Tim Smit, 2012

Sir Timothy Bartel „Tim“ Smit KBE (* 25. September 1954 in Scheveningen, Niederlande) ist ein britischer Geschäftsmann, Musikproduzent, Gartenbauer und Archäologe. Bekannt wurde er durch seine Gartenbauprojekte The Lost Gardens of Heligan und Eden Project in Cornwall. Tim Smit lebt in Fowey in Cornwall.

## Leben
Smit wuchs als Sohn eines niederländischen Piloten und einer englischen Mutter in Kent auf und studierte in Durham Archäologie und Anthropologie. Seine Großeltern mütterlicherseits besaßen das Herrenhaus von Hartford Hall in Cheshire, das sie jedoch verkaufen mussten. Er hatte keine Ahnung von Wildpflanzen; 1975 brachte ihm seine Frau Candy auf einer Exkursion auf der Suche nach megalithischen Gräbern die wichtigsten Pflanzen bei, Rote Lichtnelke, Gewöhnlichen Blutweiderich und Schmalblättriges Weidenröschen konnte er jedoch auch danach nicht auseinanderhalten. Er war zwei Jahre als archäologischer Denkmalpfleger (County archaeologist) tätig, bevor er zehn Jahre als Musik-Produzent und Textschreiber arbeitete. 1987 zog er mit seiner Familie von Brixton nach Treveague bei Exeter in Cornwall, um sich hier verstärkt der Komposition zu widmen. Er wollte mit einigen ererbten Schweinen einen Bauernhof für seltene Nutztierarten betrieben. Smit lernte hier den Bauarbeiter John Nelson und John Willis, den neuen Mit-Eigentümer von Teilen des Heligan-Anwesens kennen. 1990 erkundete er mit Willis nach einem verheerenden Sturm das überwachsene Gelände. 1991 begann er mit Nelson, die Gärten von Heligan freizulegen und zu restaurieren. Sie wurden Karfreitag 1991 in sehr unfertigen Zustand eröffnet. Smit schrieb ein Buch über das Projekt.
Im Jahr 1998 begann Smit das Eden Project, das 2001 eröffnet wurde. Neben seiner leitenden Funktion beim Eden Project und in Heligan ist Smit ehrenamtlicher Schirmherr einer Reihe von anderen Projekten in Cornwall. Er versuchte ferner, in Lostwithiel eine Schule für Gartenbau, Landwirtschaft und Gastronomie namens Gillyflower Farm, benannt nach einer lokalen Apfelsorte, einzurichten, erhielt aber April 2022 nach zahlreichen Einsprüchen keine Baugenehmigung. Die Anlage sollte außerdem einen Golfplatz, Ferienhäuser, eine Brauerei, eine Schnapsbrennerei, Geschäfte und einen Baumgarten für historische Apfelsorten enthalten. Die Einheimischen warfen Smit vor, die Landschaft und der Blick auf die Burg Restormel aus rein kommerziellen Erwägungen zerstören zu wollen und Stellen für Einheimischen nur im Niedriglohnsektor zu schaffen.
2022 machte sich Smit unbeliebt, als er in einem Podcast behauptete, die Bewohner Cornwalls seien rückwärtsgewandt und nicht in der Lage, sich für eine Verbesserung ihrer Situation einzusetzen. Er kritisierte, dass Zugezogenen Arroganz vorgeworfen werde, falls sie Probleme benennen, benutze jedoch selbst Schimpfwörter.

## Auszeichnungen
Tim Smit erhielt unter anderem folgende Auszeichnungen:
- 2002 Commander des Order of the British Empire (CBE),
- Ehrendoktortitel der Universitäten Bradford, Durham, Warwick, Wolverhampton und Plymouth,
- Ehrenmitgliedschaft des St. Catharine’s College Oxford,
- Albert-Medaille der Royal Society of Arts,
- 2003 Lord Lloyd of Kilgerran Award der Foundation for Science and Technology,
- 2011 Knight Commander des Order of the British Empire (KBE)[11]

## Publikationen
- Tim Smit: The Lost Gardens Of Heligan. London, Orion 1999.
- Tim Smit: Eden. London, Bantam Press 2011. ISBN 978-0-593-04883-2.
- Tim Smit: The Heligan vegetable Bible. London, Cassell Illustrated 2002. ISBN 1-84403-003-2.